# Ero kompirensis
Espèce
Ero kompirensis est une espèce d'araignées aranéomorphes de la famille des Mimetidae.

## Distribution
Cette espèce est endémique du Japon.

## Étymologie
Son nom d'espèce, composé de kompir[a] et du suffixe latin -ensis, « qui vit dans, qui habite », lui a été donné en référence au lieu de sa découverte, Kompira.

## Publication originale
- Strand, 1918 : Zur Kenntnis japanischer Spinnen, I und II. Archiv für Naturgeschichte, vol. 82, no A11, p. 73-113 (texte intégral).